# Neomyxus chaptalii
Neomyxus chaptalii és una espècie de peix de la família dels mugílids i de l'ordre dels mugiliformes present a les Illes Hawaii. És un peix marí, de clima temperat i demersal. És ovípar i els ous pelàgics. És inofensiu per als humans.